# 9519 Jeffkeck
9519 Jeffkeck este o planetă minoră (asteroid), cu un diametru de 5,016 km, din centura de asteroizi. A fost descoperită pe 6 noiembrie 1978 la Observatorul Palomar de Eleanor F. Helin. 
Obiectul prezintă o orbită caracterizată de o semiaxă mare de 2,5666866 UAi, o excentricitate de 0,08, o înclinație de 4,50368 ° în raport cu ecliptica.